# Руда-Бугай
Руда-Бугай (пол. Ruda-Bugaj) — село в Польщі, у гміні Александрув-Лодзький Згерського повіту Лодзинського воєводства.
Населення — 564 особи (2011).

## Демографія
Демографічна структура станом на 31 березня 2011 року:
|          | Загалом | Допрацездатний вік | Працездатний вік | Постпрацездатний вік |
| -------- | ------- | ------------------ | ---------------- | -------------------- |
| Чоловіки | 264     | 73                 | 170              | 21                   |
| Жінки    | 300     | 89                 | 172              | 39                   |
| Разом    | 564     | 162                | 342              | 60                   |